# Manio Sergio Fidenas
Manio Sergio Fidenas o Fidenate (en latín, Manius Sergius L. f. L. n. Fidenas) fue un político y militar romano del siglo V a. C. Fue tribuno consular en 404 a. C. y de nuevo en el año 402 a. C.
Su pésimo desempeño en este último año, en el cual fue derrotado por los veyentes producto de la mala relación que tenía con su colega Lucio Verginio Tricosto Esquilino, provocó que se viera obligado a dejar la magistratura antes de que su año hubiese expirado. Al año siguiente ambos tribunos fueron llevados a juicio y condenados por el pueblo a pagar una fuerte multa. 